# Ralph Cochrane

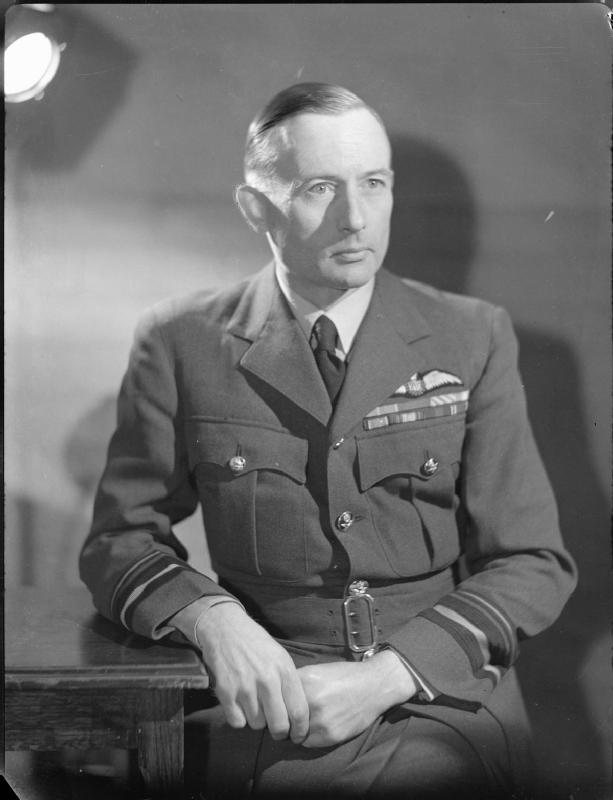
Ralph Cochrane als Air Vice Marshal

Sir Ralph Alexander Cochrane GBE, KCB, AFC (* 24. Februar 1895 in Springfield, Schottland; † 17. Dezember 1977) war ein britischer Offizier der Royal Air Force, zuletzt Air Chief Marshal.

## Leben
Cochrane wurde als Sohn von Thomas Cochrane, 1. Baron Cochrane of Cults geboren und an den Royal Naval Colleges in Osborne und Dartmouth für eine Karriere in der Royal Navy ausgebildet. Im Ersten Weltkrieg diente er als Luftschiffpilot und erhielt 1919 den permanenten Rang eines Flight Lieutenant in der RAF. In der Zwischenkriegszeit bekleidete er eine Reihe von Stabspositionen und war als Kommandeur mehrerer Squadrons tätig. 1925 besuchte er das RAF Staff College, 1934 die School of Army Co-operation und 1935 das Imperial Defence College. 1937 wurde er im Range eines Group Captain erster Chef des Stabes der neugebildeten Royal New Zealand Air Force.
Im Zweiten Weltkrieg war Cochrane zunächst als Aide-de-camp von König Georg VI. tätig. Im Juli 1940 erhielt er als temporärer Air Commodore den Befehl über die aus Trainingseinheiten bestehende No. 7 Group des Bomber Command und wurde im Oktober desselben Jahres Leiter der Flugausbildung. Im September 1942 erhielt er den Befehl über die No. 3 (Bomber) Group und im Februar des folgenden Jahres über die No. 5 (Bomber) Group, die unter seiner Leitung einige ihrer wichtigsten Einsätze durchführte. Im Februar 1945 übernahm er als acting Air Marshal das Transport Command der RAF.
1947 wurde er Oberbefehlshaber des Flying Training Command und nahm von 1949 bis zu seiner Pensionierung wiederum den Posten des Aide-de-camp von George VI. sowie dessen Nachfolgerin Elisabeth II. wahr. Seine letzte Stellung war die des Vizechefs des Luftstabes unter John Slessor ab 1950.
Nach seiner Pensionierung im November 1952 war Cochrane in der Privatwirtschaft als Managing Director der Atlantic Shipbuilding Co. (1953–1956), von Rolls-Royce Ltd. (1956–1961) sowie als Vorstandsvorsitzender von RJM Exports und bis zu seinem Tod von Cochranes of Oxford tätig.